# 松山健士
松山 健士（まつやま けんじ 1953年 - ）は、日本の経済企画官僚。元内閣府事務次官。

## 来歴
和歌山県出身。大阪教育大学附属高等学校天王寺校舎を経て、東京大学経済学部を卒業し、1978年に経済企画庁に入る。
1997年に経済企画庁長官官房参事官、2003年に内閣府大臣官房人事課長、2007年に内閣府大臣官房総括審議官、2008年2月から2009年9月に内閣審議官を兼務し消費者行政一元化準備室長として消費者庁創設を担当、2012年1月に内閣府審議官を経て、2013年6月に内閣府大臣官房長となる。
2014年1月に内閣府事務次官に就任し、2016年6月まで務めた。
退官後、日本総合研究所の顧問となる。合わせて2017年8月より総務省参与となる。
2020年4月に経済社会システム総合研究所（一般社団法人）の理事長となる。
2024年、瑞宝重光章受章。

### 著作
- 「人的投資、官民挙げ強化を」（日本経済新聞経済教室 2016）
- 「消費者庁創設・・・時代を画する社会改革（消費者行政一元化準備室長としての記憶）」『消費者庁・消費者委員会創設に込めた想い』原早苗、木村茂樹編に寄稿（商事法務、2017）

### 編著
- 『日本経済と信頼の経済学』稲葉陽二著、松山健士編（東洋経済新報社、2002）